# 一色川 (神奈川県)
一色川（いっしきがわ）は神奈川県藤沢市を流れる準用河川。

## 地理
すべて藤沢市内を流れる。葛原字 女坂台に源流を発して南東方向へ流れた後、菖蒲沢のいすゞ自動車藤沢工場の西側を沿うように南に流路を変え、石川字 稲荷山で引地川へと合流する。
引地川同様、相模野台地上を削る形で流れており、河川名も下流の谷戸地名である一色からとられている。かつて御所見地区では「前田の川」と呼ばれた。
上流はのどかな畑の広がる風景が広がるが、途中の暗渠部分を過ぎると中〜下流域は藤沢市の区画整備事業によって作られた準工業地帯の合間の住宅街を流れる。

### 周辺施設
- 石川市民の家
- なかむら公園
- 諏訪神社
- 第5号一色緑地
- 県営菖蒲沢団地

## 歴史
- 1969年（昭和44年） - 藤沢市の北部第二（一地区）土地区画整理事業により下流の石川地区沿岸が区画整備される[5]。
- 1978年（昭和53年）10月25日 - 藤沢市により市道高倉遠藤線から引地川合流地点までを準用河川に指定[6]。
- 1986年（昭和61年） - 市の下水道東部処理区の事業認可拡大[7]
- 1994年（平成6年） - 市の下水道東部処理区の事業認可拡大[7]。
- 1994年 （平成6年）以降 - 北部第二（三地区）土地区画整理事業により、「一色川雨水１号幹線」として整備[8]。
- 2001年（平成13年） - 藤沢市が行った調査により、ダイオキシン類の水質環境基準値の超過を確認。
- 2013年（平成25年） - 市の下水道東部処理区の事業認可拡大[7]。

## 橋梁
- 稲荷山橋
  - 字 稲荷山にある橋。車両の通行は可能であるが、接続する道路幅より狭いため、自動車の対面通行は難しい。市の計画による環境測定地点に指定されている[9]。
- 下中村橋
- 石川陸橋
  - 市道石川下土棚線が交差する。
- 下和泉橋
- 和泉橋
- 仲桜橋

## 環境
2001年（平成13年）末に藤沢市が行った調査により、ダイオキシン類の水質環境基準値の超過 (6.2pg-TEQ/L) が確認された。原因はダイオキシン法の規制対象外のハンダ付け行程の排水にダイオキシン類が含まれていた事であった。
原因となった事業所では直ちに対策が取られたが、平成15年度に行われた調査では再び基準値の超過が確認されている。平成16年度以降に行われた調査では基準値を下回った。